# Ferdinand de Villeneuve
Pour les articles homonymes, voir Villeneuve.
Théodore-Ferdinand Vallou de Villeneuve (Boissy-Saint-Léger, 5 juin 1801 - ancien 2e arrondissement de Paris, 26 août 1858) est un auteur dramatique français.

## Biographie
Il débute au théâtre à 21 ans en s'associant avec Charles Dupeuty et obtient le succès dès 1823. En 1825, il fonde le journal La Nouveauté avec Dupeuty, Amable de Saint-Hilaire et Musnier Desclozeaux qui devient quotidien.
Co-directeur du Théâtre de la Porte-Saint-Martin avec Anténor Joly à partir de décembre 1835, il dirige ensuite, toujours avec Joly, le Théâtre de la Renaissance en 1838 qu'il finance avec ses propres fonds.
Ses pièces ont été représentées sur les plus grandes scènes parisiennes du XIXe siècle : Théâtre des Folies-Dramatiques, Théâtre du Palais-Royal, Théâtre du Vaudeville, Théâtre des Variétés etc.
Il est le frère du peintre et photographe Julien Vallou de Villeneuve.

## Œuvres
- L'Arracheur de dents, folie-parade en 1 acte, mêlée de couplets, avec Dupeuty, 1822
- Fille et Garçon, ou la Petite Orpheline, comédie-vaudeville en 1 acte, avec Dupeuty, 1822
- Le Premier prix, ou les Deux artistes, comédie-vaudeville en 1 acte, avec Dupeuty, 1822
- L'Actrice, comédie-vaudeville en 1 acte, avec Charles Dupeuty, 1823
- Mon ami Christophe, comédie-vaudeville en 1 acte, avec Dupeuty et W. Lafontaine, 1823
- Le Oui des jeunes filles, comédie-vaudeville en 1 acte, imitée de l'espagnol, avec Jouslin de La Salle, 1823
- Le Sergent de Chevert, vaudeville historique en 1 acte, avec Dupeuty, 1823
- Les Acteurs à l'essai, comédie-vaudeville-épisodique en 1 acte, avec Dupeuty, 1824
- Léonide ou la Vieille de Suresne, comédie vaudeville en 3 actes, avec Dupeuty et Amable de Saint-Hilaire, 1824
- Les Modistes, tableau-vaudeville en 1 acte, avec Charles-Gaspard Delestre-Poirson et Dupeuty, 1824
- Ourika ou la Négresse, drame en 1 acte, avec Dupeuty, 1824
- La Petite Somnambule, comédie-vaudeville en 1 acte, avec Dupeuty, 1824
- Pierre et Marie, ou le Soldat ménétrier, comédie-vaudeville en 1 acte, avec Dupeuty et Langlé, 1824
- Le Tableau de Téniers, ou l'Artiste et l'Ouvrier, vaudeville en 1 acte, avec Dupeuty et Maurice Alhoy, 1824
- Un jour à Dieppe, à-propos-vaudeville, avec Amable de Saint-Hilaire, Dupeuty et Langlé, 1824
- Alice, ou les Six Promesses, vaudeville en 1 acte, avec Dupeuty et Amable de Saint-Hilaire, 1825
- Les Deux tailleurs, ou la Fourniture et la façon, comédie-vaudeville en 1 acte, avec Dupeuty et Jouslin de La Salle, 1825
- Nicaise, ou le Jour des noces, comédie-vaudeville en 1 acte, avec Dupeuty, 1825
- L'Anonyme, comédie-vaudeville en 2 actes, avec Dupeuty et Jouslin de La Salle, 1826
- La Dette d'honneur, comédie vaudeville en 2 actes, avec Dupeuty et Langlé, 1826
- Le Soldat en retraite, ou les Coups du sort, drame en 2 actes, avec Jouslin de La Salle et Dupeuty, 1826
- Le Vieux Pauvre, ou le Bal et l'Incendie, mélodrame en 3 actes et à grand spectacle, avec Dupeuty et Ferdinand Laloue, 1826
- Gérard et Marie, comédie vaudeville en 1 acte, avec Étienne Arago, 1827
- Le Hussard de Felsheim, comédie-vaudeville en 3 actes, avec Amable de Saint-Hilaire et Dupeuty, 1827
- La Fleuriste, comédie-vaudeville en 1 acte, avec Étienne Arago, 1827
- Monsieur Botte, comédie-vaudeville en 3 actes, avec Dupeuty, 1827
- La Grande Duchesse, comédie-vaudeville en 1 acte, avec Dupeuty et Saintine, 1828
- Les Poletais, comédie-vaudeville en 2 parties, avec Saintine et Dupeuty, 1828
- L'Art de se faire aimer de son mari, comédie-vaudeville en 3 actes, avec Saintine et Dupeuty, 1828
- Les Dix Francs de Jeannette, avec Armand-François Jouslin de La Salle, 1828
- L'Enfant et le vieux garçon, ou la Réputation d'une femme, comédie-vaudeville en 1 acte, avec Armand Desvergers et Charles Voirin, 1828
- Guillaume Tell, drame-vaudeville en 3 actes, avec Dupeuty et Saintine, 1828
- Henri IV en famille, comédie-vaudeville en 1 acte, avec Auguste Pittaud de Forges et Émile Vanderburch, 1828
- Le Pauvre Arondel, ou les Trois Talismans, vaudeville-féerie en 2 acte, avec Arago, 1828
- Le Sergent Mathieu, comédie-vaudeville en 3 actes, avec Saintine et Dupeuty, 1828
- Valentine, ou la Chute des feuilles, drame en 2 actes, mêlé de chants, avec Amable de Saint-Hilaire, 1828
- Yelva ou l'Orpheline russe, vaudeville en deux parties, avec Desvergers et Eugène Scribe, 1828
- La Jeunesse de Marie Stuart, drame en 2 parties, avec Vanderburch, 1829
- La Maison du faubourg, comédie-vaudeville en 2 actes, avec Vanderburch, 1829
- Le Mariage par autorité de justice, comédie en 2 actes, avec Antoine Jean-Baptiste Simonnin, 1829
- Mathieu Laensberg, comédie-vaudeville en 2 actes, avec Bourgeois et Vanderburch, 1829
- La Paysanne de Livonie, comédie historique en 2 actes, mêlée de chants, avec Saintine et Vnaderburch, 1829
- À-propos patriotique, avec Michel Masson, 1830
- Le Congréganiste, ou les Trois éducations, comédie-vaudeville en 3 actes, avec Anicet Bourgeois, 1830
- Le Collège de *** [Reichenau], souvenirs de la Suisse, en 1794, comédie-vaudeville, avec Adolphe de Leuven et Masson, 1830
- Le Marchand de la rue Saint-Denis, ou le Magasin, la Mairie et la Cour d'assises, comédie-vaudeville en 3 actes, avec Brazier, 1830
- Le Moulin de Jemmapes, vaudeville historique en 1 acte, avec de Leuven et Masson, 1830
- L'Audience du prince, comédie-vaudeville en un acte, avec Anicet Bourgeois et Charles de Livry, 1831
- Angélique et Jeanneton, comédie-vaudeville en 4 actes, avec Dupeuty et Saintine, 1831
- Les Bouillons à domicile, revue-vaudeville en 1 acte, avec de Lurieu et de Livry, 1831
- La Caricature, ou les Croquis à la mode, album en sept pochades, avec de Lurieu et de Livry, 1831
- L'Entrevue, ou les Deux Impératrices, comédie-vaudeville en 1 acte, avec Masson et Saintine, 1831
- La Jardinière de l'Orangerie, comédie-vaudeville en 1 acte, avec Masson, 1831
- Les Pilules dramatiques, ou le Choléra-morbus, revue critique et politique en 1 acte, 1831
- Robert-le-Diable, à-propos-vaudeville, avec Saintine, 1831
- Le Secret d'État, comédie-vaudeville en 1 acte, avec Eugène Sue et Édouard Magnien, 1831
- La Vieillesse de Stanislas, drame-vaudeville en 1 acte, avec Amable de Saint-Hilaire et Masson, 1831
- La Ferme de Bondi, ou les Deux Réfractaires, épisode de l'Empire en quatre actes, avec de Lurieu et Masson, 1832
- Le Bateau de blanchisseuses, tableau-vaudeville en 1 acte, avec Masson et de Livry, 1832
- La Chanteuse et l'Ouvrière, comédie-vaudeville en 4 actes, avec Saintine, 1832
- Sara, ou l'Invasion, conte allemand en 2 actes, mêlé de vaudeville, avec de Leuven et Masson, 1832
- La Révolte des femmes, vaudeville en 2 actes, avec de Livry, 1833
- Santeul ou le Chanoine au cabaret, vaudeville en 1 acte, avec Brazier et Léon-Lévy Brunswick, 1833
- Les Deux Frères, comédie de Kotzebue, traduite par Patrat, remise en 2 actes et en vaudeville, avec Masson, 1833
- La Fille de Dominique, comédie vaudeville en 1 acte, avec de Livry, 1833
- Les Locataires et les Portiers, vaudeville en 1 acte, avec Brazier et de Livry, 1833
- Le Triolet bleu, comédie-vaudeville en 5 actes, avec de Lurieu et Masson, 1834
- Lionel, ou Mon avenir, comédie-vaudeville en 2 actes, avec de Livry, 1834
- Un bal de domestiques, vaudeville en 1 acte, avec de Livry, 1834
- Micheline, ou l'Heure de l'esprit, opéra-comique en 1 acte, avec Masson et Amable de Saint-Hilaire, 1835
- Les Infidélités de Lisette, drame vaudeville en 5 actes, avec Nicolas Brazier et de Livry, 1835
- On ne passe pas ! ou le Poste d'honneur, vaudeville en 1 acte, avec Masson, 1835
- Le Ménage du savetier, ou la Richesse du pauvre, comédie-vaudeville en 1 acte, avec Jouslin de La Salle, 1835
- Micheline, ou l'Heure de l'esprit, opéra-comique en un acte, avec Masson et Amable de Saint-Hilaire, 1835
- La Grue, fabliau mêlé de chant, avec Charles Rondeau et de Livry, 1836
- La Résurrection de Saint Antoine, à propos-vaudeville en 1 acte, avec Emmanuel Théaulon et Brazier, 1836
- Le Mémoire de la blanchisseuse, comédie en 1 acte, mêlée de couplets, avec Brazier et de Livry, 1837
- Mademoiselle Dangeville, comédie en 1 acte, mêlée de chant, avec de Livry, 1838
- L'Enfant de la balle, vaudeville en 2 actes, avec Didier, 1838
- Rendez donc service, comédie proverbe en 1 acte, avec Masson, 1839
- Cocorico ou la Poule de ma tante, vaudeville en cinq actes, avec Masson et Déaddé Saint-Yves, 1840
- Les Pages de Louis XII, comédie en 2 actes, avec Alexandre Barrière, 1840
- Le Mari de la fauvette, opéra comique en 1 acte, avec Angel et Veyrat, 1840
- Les Marins d'eau douce, vaudeville en un acte, avec Angel et Veyrat, 1840
- Tout pour les filles rien pour les garçons, vaudeville en 2 actes, avec de Lurieu, 1840
- Voltaire en vacances, comédie vaudeville en deux actes, avec de Livry, 1841
- Au croissant d'argent, comédie-vaudeville en deux actes, avec Hippolyte Le Roux, 1842
- Un bas bleu, vaudeville en 1 acte, avec Ferdinand Langlé, 1842
- Les Batignollaises, vaudeville grivois en 1 acte, avec de Lurieu, 1842
- Jaket's club, vaudeville en 2 actes, avec Ernest Jaime, 1842
- Pulcinella, comédie-vaudeville en 2 actes, avec Adolphe d'Ennery, 1844
- L'Almanach des 25 000 adresses, comédie-vaudeville en trois actes, avec Édouard Lafargue, 1845
- La Morale en action, comédie-vaudeville en 1 acte, avec Jaime, 1845
- Jean-Baptiste, ou Un cœur d'or, drame en 5 actes, mêlé de chants, avec Masson et Frédéric Thomas, 1846
- L'Inconnue de Ville-d'Avray, comédie-vaudeville en 1 acte, avec Angel, 1846
- L'Homme aux 160 millions, comédie-vaudeville en 2 actes, avec Angel et Xavier Veyrat, 1847
- Lorettes et Aristos ou Une soirée au Ranelagh, tableau-vaudeville en un acte, avec Paul Siraudin, 1849
- Un fantôme, comédie-vaudeville en 1 acte, avec Lafargue, 1850
- Jean Bart, pièce historique en 5 actes, avec Augste Pittaud de Forges, 1850
- La Femme à trois maris, comédie-vaudeville en 1 acte, 1854
- Une sangsue, comédie vaudeville en 1 acte, avec Langlé, 1854
- Bonaparte à l'école de Brienne, pièce en trois actes et quatre tableaux, avec Gabriel de Lurieu et Michel Masson, 1855
- Deux Vieilles Gardes, opéra bouffe en 1 acte, avec Léo Delibes, 1856